# Aqueduc de Retz
L'aqueduc de Retz est un ancien aqueduc des Yvelines, en France.

## Description

### Tracé
L'aqueduc s'étend sur 6 km, sur les communes de Chambourcy et de Saint-Germain-en-Laye dans les Yvelines. Il était à l'origine destiné à conduire l'eau captée dans la vallée du ru de Buzot jusqu'au château de Saint-Germain-en-Laye.

### Galerie
L'eau circule dans une galerie souterraine haute de 0,80 à 2 m de hauteur, en meulière.

### Sources
L'alimentation en eau de l'aqueduc est réalisée en deux endroits :
- sur le plateau des Aluets, par des pierrées ;
- sur le plateau de Marly, par collection dans une galerie annexe et transport dans l'aqueduc de Retz par un système de siphon.

### Regards
Le parcours de l'aqueduc est jalonné par quatre regards, petits édifices permettant d'accéder à la canalisation.
| # | Regard             | Commune               | Date | Coordonnées                      | Photo |
| - | ------------------ | --------------------- | ---- | -------------------------------- | ----- |
| 1 | Regard Vieux       | Chambourcy            | 1668 | 48° 53′ 52″ nord, 2° 02′ 19″ est |       |
| 2 | Regard Neuf        | Chambourcy            | 1732 | 48° 54′ 03″ nord, 2° 02′ 59″ est |       |
| 3 | Regard Dauphine    | Saint-Germain-en-Laye | 1797 | 48° 53′ 59″ nord, 2° 03′ 20″ est |       |
| 4 | Regard d'Hennemont | Saint-Germain-en-Laye | 1797 | 48° 53′ 55″ nord, 2° 03′ 53″ est |       |

### Réservoirs
Le système de l'aqueduc de Retz utilise plusieurs réservoirs :
- Les étangs de Retz
- Le réservoir de la place du Marché
- Le réservoir de Montaigu

## Historique
L'aqueduc de Retz est précédé par le Grand cour, un ancien aqueduc en grès. Vers 1679, les besoins en eau de Saint-Germain-en-Laye s'avérant importants et mal répondus, la construction de l'aqueduc de Retz est décidée. Celle-ci s'effectue principalement entre 1685 et 1688. Nicolas Le Jongleur, fontainier du roi, conduit les travaux de 1685 à 1690.
En 1731, de nouveaux travaux augmentent la capacité de l'aqueduc, de même qu'entre 1778 et 1798. De travaux sont à nouveau entrepris sur l'aqueduc au cours du XIXe siècle. 
En 1855, un nouvel étang est creusé parmi les étangs de Retz. En 1866, le réservoir de la place du marché est remplacé par un château d'eau. Le réservoir de Montaigu est construit à la même époque. Dans le même temps, l'alimentation en eau de la zone commence à être assurée par plusieurs pompes, puisant l'eau de la Seine. En 1910, l'aqueduc de Retz sert exclusivement à alimenter le golf de Saint-Germain-en-Laye, ainsi que quelques fontaines et riverains dans la ville. Cette alimentation est remplacée entre 1930 et 1942 par des puits artésien. 
En 1951, l'accès de l'aqueduc à Saint-Germain-en-Laye est coupé : une partie de sa conduite est réutilisée pour alimenter un nouveau lotissement depuis le réservoir de Saint-Germain.
Actuellement, l'aqueduc de Retz sert à l'alimentation exclusive du golf de Saint-Germain. Le trop-plein s'écoule, via le réservoir de Montaigu, dans le ru de Buzot.
Les parties subsistantes de l'aqueduc sont inscrites comme monument historique en 1988,.